# Miles C. Allgood
Miles Clayton Allgood, född 22 februari 1878 i Chepultepec (numera Allgood) i Alabama, död 4 mars 1977 i Fort Payne i Alabama, var en amerikansk politiker (demokrat). Han var ledamot av USA:s representanthus 1923–1935.
I demokraternas primärval inför kongressvalet 1934 utmanades Allgood av Joe Starnes och före detta senatorn James Thomas Heflin. Starnes vann och valdes sedan till Allgoods efterträdare som kongressledamot.
Allgood är begravd på Valley Head Cemetery i Valley Head.